# Lleó de Reus
El Lleó de Reus és un element del bestiari popular català que forma part del Seguici Festiu de Reus. Hi ha referències del Lleó incorporat a seguicis festius almenys des del 1424 a Barcelona i a Tarragona

Els orígens del Lleó de Reus són recents. El Lleó es va presentar amb motiu de les festes del Centenari de la coronació de la Mare de Déu de Misericòrdia el 18 de setembre de 2004, promogut per l'entitat Associació Musical de sant Miquel, que se n'encarrega del seu manteniment i de treure'l a la Festa Major i per les Festes de Misericòrdia. Realitzada per l'escultor Manel Llauradó, és una figura que porten dues persones. Està inspirada en antics gravats de les processons de Corpus de Barcelona i València, i de les bèsties festives que a finals del segle xx es van integrar als seguicis de Barcelona i Tarragona, entre d'altres. Els seus components porten camisa i pantalons de color crema i faixa marró, mitges i espardenyes. Van acompanyats d'un grup de gralles, instruments de metall i percussió.

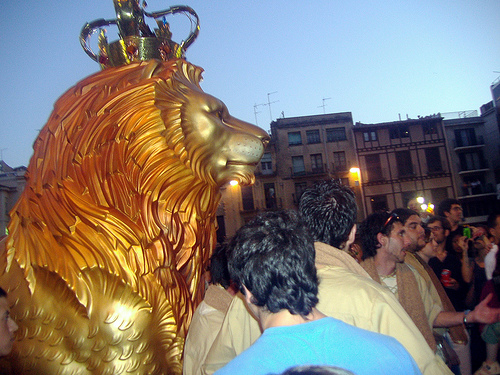
Lleó de Reus

El Lleó de Reus no és una bèstia de foc, a diferència dels lleons que s'han incorporat recentment als grups festius de poblacions com Gavà o Caldes de Montbui. És una peça de grans dimensions, de color daurat, amb corona i un mantell de color granat on llueix l'escut de la ciutat. El porten des de dins dos balladors. El 2005, el Lleó es va incorporar al Seguici Festiu de Reus. Disposa de música pròpia. L'autor de la música —marxa i ball— és Daniel Carbonell, i la coreografia de la dansa del Lleó és de Jordi Torrente.

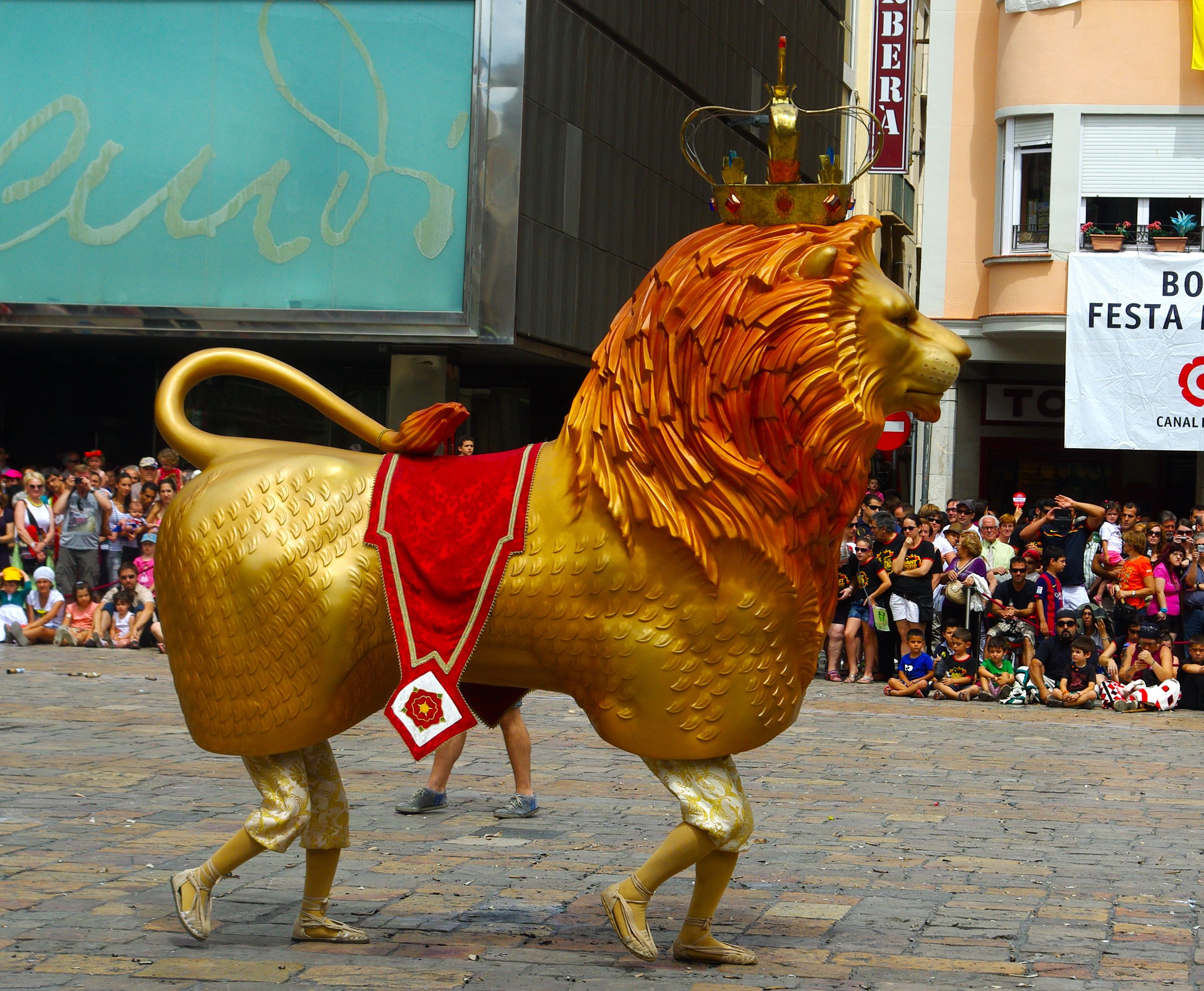
El Lleó de Reus

## Característiques[3]
- Presentació: 2004
- Material: Fibra de vidre, xassís de ferro i corona de llautó
- Pes: 88 kg.
- Llargada: 2,90 m.
- Amplada: 1,00 m.
- Alçada: 3,30 m.
- Escultor: Manel Llauradó (lleó) i Antoni Mas (corona)
- Tracció: Portada interiorment per 2 persones
- Acompanyament musical: Formació de Ministrers.
- Músiques pròpies: Música, Daniel Carbonell. Coreografia de la dansa Jordi Torrente